# Miguel Ángel Hurtado Godoy
Miguel Ángel Hurtado Godoy (Valle de la Serena, 24 d'abril de 1967) és un exfutbolista extremeny, que ocupava la posició de davanter.

## Trajectòria
Sorgí del planter del Reial Madrid. A la campanya 84/85 hi debuta a primera divisió, en un encontre amb els merengues, mentre encara romania en categoria juvenil. Entre 1987 i 1990 va militar a Segona Divisió amb el Castella, el filial del Reial Madrid. No va ser titular, encara que va disputar 69 gols i va marcar set gols.
La temporada 90/91 retorna a la primera divisió al recalar a les files del CD Logroñés, però tan sols disputa nou partits amb els riojans. L'any següent marxa al CD Málaga, de la categoria d'argent. A l'equip andalús, que perd la categoria, només hi juga sis partits i hi marca un gol.